# Donald C. Paup
Donald Clark Paup (Los Ángeles, California, Estados Unidos, 2 de abril de 1939 – 7 de agosto de 2012) fue un jugador de bádminton que ganó varios títulos nacionales e internacionales a mediados de los años 1960 y principios de los 1970.
Fue sobre todo un gran doblista, conocido por su velocidad con la raqueta y astucia táctica, haciendo pareja con su amigo Jim Poole. Entre 1965 y 1976, estuvo clasificado como el mejor doblista en los Estados Unidos por 12 años consecutivos; once de los cuales jugó de pareja del jugador zurdo Jim Poole, quien también fue un notable doblista de clase mundial en el bádminton.
Don Paup fue miembro del equipo norteamericano que disputó la Thomas Cup entre 1964 y 1973.
En 1973, fue elegido para el Salón de la Fama del Bádminton en los Estados Unidos, ahora llamado el Paseo de Fama.
Arbitró partidos de bádminton en los Juegos Olímpicos de Atlanta en 1996.
Don Paup falleció en 2012, en Viena, después de luchar por años contra la enfermedad del Parkinson.

## Mayores logros en bádminton
| Torneo                                                                   | Categoría      | Año                                      |
| ------------------------------------------------------------------------ | -------------- | ---------------------------------------- |
| Campeonato nacional de bádminton de los Estados Unidos / All-American    | Dobles varones | 1968, 1973                               |
| Campeonato nacional abierto de bádminton de los Estados Unidos / US Open | Dobles varones | 1970, 1971, 1972, 1974, 1975, 1976, 1982 |
| Campeonato nacional abierto de bádminton de los Estados Unidos / US Open | Mixtos         | 1971                                     |
| Abierto Mexicano                                                         | Dobles varones | 1965                                     |
| Abierto Sudafricano                                                      | Dobles varones | 1971                                     |